# Françoise Ellong
Françoise Ellong, née le 8 février 1988 à Douala, est une scénariste et réalisatrice bénino-camerounaise. Elle est connue pour ses films W.A.K.A  et Enterrés.

## Biographie
Françoise Ellong est née le 8 février 1988 à Douala d'une mère camerounaise et d'un père béninois. A l'âge de 11 ans, elle quitte le cameroun pour la France. 
En 2014, son premier long métrage W.A.K.A a reçu le Prix Spécial du Jury (Khouribga 2013, Maroc) et le Dikalo Award d'encouragement pour une 1re œuvre de long-métrage au Festival Panafricain de Cannes 2013. 
Son deuxième long métrage Enterrés est nommé au Fespaco 2021 dans la catégorie Longs métrages fictions documentaires. 
Françoise Ellong est la promotrice des LFC Awards, une des plus importantes cérémonies de récompenses du cinéma au Cameroun. 

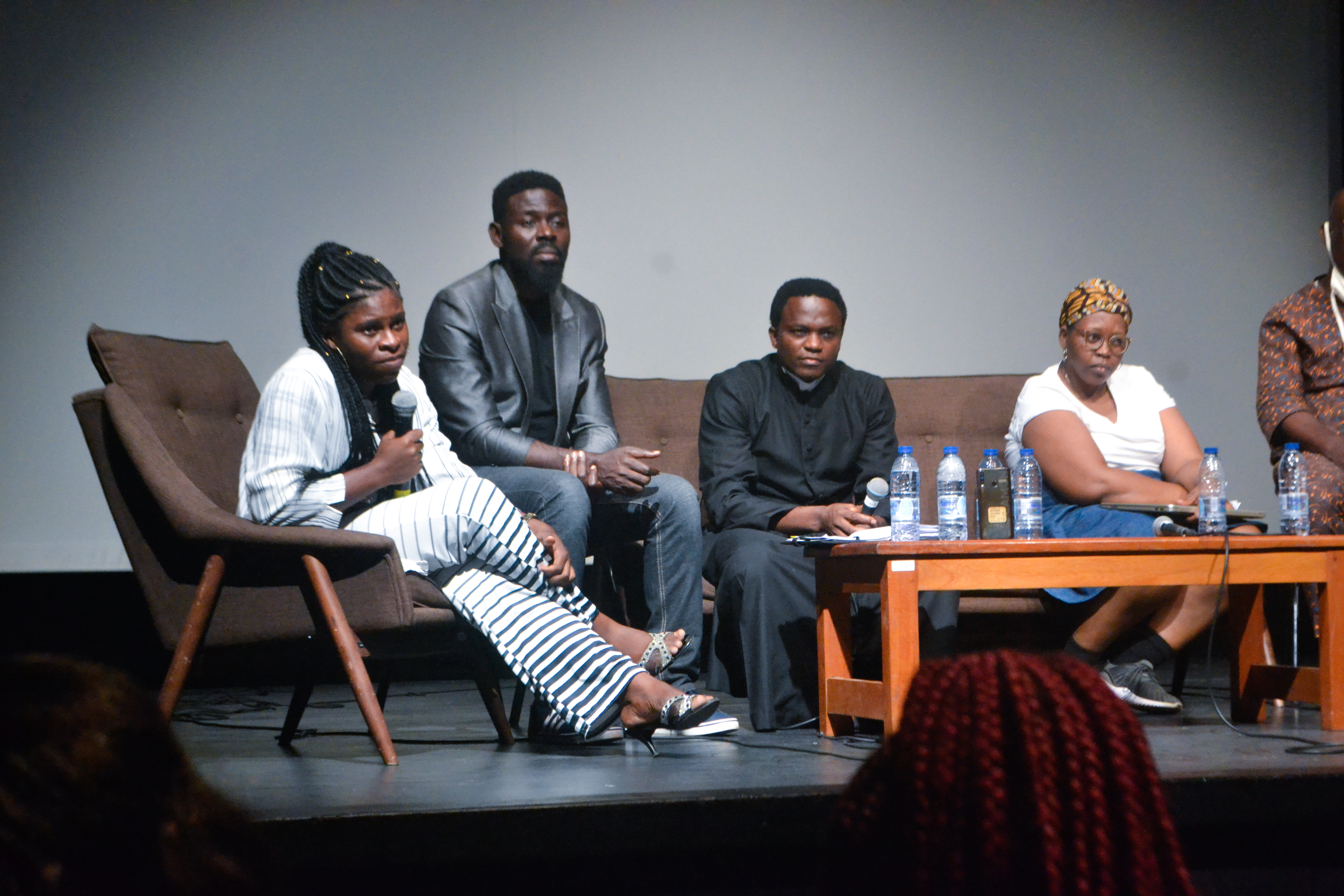
Françoise Ellong and Anurin sur un panel de discussionsur le film "Enterrés" à Douala

## Filmographie
- 2006 : Les Colocs, CM expérimental
- 2007 : Dade , CM en collaboration avec HDCI productions
- 2008 : Miseria, CM, Prix de la Technique aux Soirées Disturbs et Meilleur Son à la Nuit du Court-métrage de Douala-Cameroun
- 2009 : Big woman don't cry, CM
- 2010 : Nek , CM mention honorifique au concours de scénarios CINEMADFILMS
- 2011 : When Soukhina disappeared, CM, avec Danny Chan / Afia Abusham / Jo Dyson / Davina Cole / Jane Harvey / Yoli Fuller / Dougal Porteous
- 2011 : Now and them, CM
- 2011 : At Close Range, CM
- 2012 : Joue avec moi, CM, Durée: 18 minutes Produit par Grizouille Production
- 2014 : W.A.K.A, premier long métrage fiction[4], Cameroun / France, 2013, Fiction, Drame, 1 h 30 - Festival Khouribga 2013, Maroc[5], et Festival Panafricain de Cannes 2013.
- 2018: Kuntak[6]
- 2020 : Enterrés, long-métrage, Cameroun / France, 2020,